# Escut de Torroella de Montgrí

Escut oficial de Torroella de Montgrí

L'escut oficial de Torroella de Montgrí té el següent blasonament:
Escut caironat: d'or, 4 pals de gules; ressaltant sobre el tot una torre d'argent tancada de sable. Per timbre, una corona de baró.

## Història
Va ser aprovat el 2 d'abril de 1993 i publicat al DOGC el 21 del mateix mes amb el número 1735.
La torre és un senyal parlant tradicional referent al nom de la població, i alhora simbolitza el castell de la localitat. Els quatre pals de Catalunya indiquen que la vila va pertànyer a la Corona fins al 1272, la qual va esdevenir el centre de la baronia de Torroella (simbolitzada per la corona de baró al capdamunt de l'escut).